# Villa de Guadalupe, Guanajuato
Villa de Guadalupe är en ort i Mexiko.   Den ligger i kommunen Pueblo Nuevo och delstaten Guanajuato, i den centrala delen av landet, 270 km nordväst om huvudstaden Mexico City. Villa de Guadalupe ligger 1 720 meter över havet och antalet invånare är 586.
Terrängen runt Villa de Guadalupe är en högslätt. Runt Villa de Guadalupe är det ganska tätbefolkat, med 199 invånare per kvadratkilometer. Närmaste större samhälle är Irapuato, 12,5 km norr om Villa de Guadalupe. Trakten runt Villa de Guadalupe består till största delen av jordbruksmark.